# Bun B
Bun B, född Bernard Freeman den 19 mars 1973, är en amerikansk rappare från Texas. Han har samarbetat med bland annat Ying Yang Twins, Chamillionaire, Paul Wall och Slim Thug. Tillsammans med avlidne Pimp C bildade han rapduon Underground Kingz (UGK). Tillsammans med Jay-Z år 2000 släppte UGK låten Big Pimpin, vilken nådde tredjeplats på den amerikanska Billboardlistan. 
2005 släpptes Bun B:s första soloalbum, Trill. Efterföljaren II Trill släpptes 2008. 